# Akutes Hämorrhagisches Diarrhoesyndrom
Das Akute Hämorrhagische Diarrhoesyndrom (AHDS) ist eine Erkrankung bei Haushunden, die durch akut auftretenden blutigen Durchfall, Erbrechen und Flüssigkeitsverlust gekennzeichnet ist. In der älteren Literatur wird auch der Begriff Akute Hämorrhagische Gastroenteritis verwendet, allerdings ist weder der Magen beteiligt noch tritt eine Entzündung der Darmschleimhaut auf. Die Ursache der Erkrankung ist bislang nicht geklärt, vermutlich spielen Endotoxine von Clostridium perfringens eine entscheidende Rolle. Die Diagnose kann nur durch Ausschluss anderer blutiger Durchfallerkrankungen gestellt werden. Die Behandlung erfolgt rein symptomatisch durch Ausgleich des Flüssigkeitsverlusts und medikamentöse Unterbrechung des Erbrechens.

## Ursache und Krankheitsentstehung
Die Ursache des Akuten Hämorrhagischen Diarrhoesyndroms ist bislang nicht bekannt. In der Darmschleimhaut betroffener Hunde lassen sich Clostridien, meist Clostridium perfringens Typ A, nachweisen. Es ist aber möglich, dass diese Besiedlung mit Clostridien nur sekundär erfolgt und Überempfindlichkeitsreaktionen der Darmschleimhaut oder Endotoxine die primäre Schädigung verursachen. In der Regel kommt es zu keinem Eindringen von Bakterien in die Blutbahn. Zudem können Clostridium difficile und Clostridium-perfringens-Endotoxine auch bei einigen Hunden nachgewiesen werden, die keinen Durchfall haben. Nach anderer Auffassung handelt es sich um eine idiopathische Erkrankung. Aktuelle Studien gehen von einer Beteiligung mehrerer Clostridientoxine aus, insbesondere NetF, eventuell wird der Schweregrad der Erkrankung durch Vertreter der Gattung Providencia beeinflusst.
Das Akute Hämorrhagische Diarrhoesyndrom tritt bevorzugt im Winter auf und befällt vor allem kleine Hunderassen wie Yorkshire Terrier, Zwergpinscher, Zwergschnauzer oder Malteser, prinzipiell sind jedoch alle Hunderassen empfänglich.
Bei der Erkrankung kommt es zu einer akuten Nekrose der Darmschleimhaut und zu einer Infiltration mit neutrophilen Granulozyten.

## Klinisches Bild
Das Akute Hämorrhagische Diarrhoesyndrom ist durch plötzlich auftretenden blutigen Durchfall und Flüssigkeitsverlust gekennzeichnet. In etwa 80  % der Fälle tritt auch Erbrechen auf, das ebenfalls blutig sein kann. Häufig treten aufgrund des Volumenmangels Allgemeinstörungen wie erhöhte Herzfrequenz und Untertemperatur auf. Manchmal kann es durch einen akuten Flüssigkeitsverlust in den Dünndarm zu einer Schocksymptomatik kommen, noch bevor Durchfall und Erbrechen auftreten. Meist heilt die Erkrankung binnen zweier Tage aus, aber auch schwere oder sogar tödliche Krankheitsverläufe mit Sepsis, DIC und Multiorganversagen sind möglich.

## Differentialdiagnose
Die Diagnose wird durch Ausschluss anderer Erkrankungen gestellt. Insbesondere Fremdkörper und infektiöse Ursachen (Parvovirose,
Giardiose und einige Fadenwurminfektionen) können blutige Durchfälle auslösen. Darüber hinaus sind Pankreatitis, Arzneimittelnebenwirkungen (NSAID, Glucocorticoide), Nebennierenrindeninsuffizienz, IBD, Lebererkrankungen, akutes oder chronisches Nierenversagen, Koagulopathien (z. B. durch Cumarin in Rattengift), Tumoren des Magen-Darm-Trakts oder Darminvaginationen auszuschließen.

## Behandlung
Die wichtigste Behandlungsmaßnahme ist der Ausgleich der Flüssigkeitsverluste, bei starker Dehydratation durch Infusion, in leichteren Fällen durch orale Gabe. Zudem werden gegen das Erbrechen Maropitant, Metoclopramid oder Ondansetron eingesetzt.
Der Einsatz von Antibiotika ist im Normalfall nicht indiziert, da eine Sepsis extrem selten ist und die Antibiotikagabe keinen Einfluss auf Genesung und Krankheitsausgang hat. Bei Anzeichen einer Sepsis wie Fieber, Leukozytose oder Leukopenie werden meist Amoxicillin und Clavulansäure verabreicht. Antibiotika sollten nur bei Anzeichen einer Sepsis, bei immunsupprimierten Tieren sowie bei Vorerkrankungen wie Portosystemischer Shunt, Diabetes mellitus, Cushing-Syndrom oder Lebererkrankungen.